# Aeroportul Marquette County
Aeroportul Marquette County (IATA: MQT, ICAO: KMQT, FAA LID: MQT) este un aeroport din Michigan, Statele Unite ale Americii ce deservește zona Marquette. A fost numit după zona deservită.
Situat la o altitudine de 372 m, aeroportul dispune de o singură pistă.